# Камионет
Камионет (од фр.  — „мали камион”) или пикап (од енгл. Pickup truck) је лаки камион са затвореном кабином и отвореним теретним простором са ниским странама и вратима пртљажника. Заснивају се на теренским возилима, који уз путничку кабину имају припојен отворени товарни простор. Камионети могу бити са једним или два реда седишта и погоном на свим или само задњим точковима. Код верзија са два реда седишта, пртљажни простор је краћи, док верзије са једним редом седишта има дужи пртљажник. Платформа за утовар се на неким моделима може покрити церадом или структуром од фибергласа.
Према правилнику о подели моторних и прикључних возила и техничким условима за возила у саобраћају на путевима Републике Србије, камионет јесте возило највеће дозвољене масе која не прелази 3,5  код кога товарни простор и места за седење нису у истој целини.
У зависности од тржишта, камионети могу да варирају у зависности од величине, конфигурације кабине и простора терета, вучне снаге, мотора и шасије. У Северној Америци и Азији, већина камионета има чвршћу шасију, дужине између пет и шест метара. У Јужној Америци, Европи и другим областима у развоју постоје мањи камионети, са самоносећом каросеријом, који су засновани на путничким возилима из Б-сегмента, дужине око 4,50 . Амерички и азијски камионети су углавном класична вучна возила са предњим мотором и погоном на задњим точковима или имају систем погона на сва четири точка, док европски камионети, базирани на компактним возилима, имају погон на предњим точковима.